# Warteschild
Als Warteschild wird in der Heraldik ein leerer Schild oder ein leeres Feld  im Wappen bezeichnet. Feld oder der Schild können maximal in Weiß, bevorzugt aber in neutraler Hintergrundfarbe dargestellt werden. Sinn war und ist es, einen Wappenplatz für ein wappenveränderndes Ereignis schon im Voraus im Gesamtwappen vorzuhalten. Gründe waren beispielsweise besondere zu erwartende Lehen, Amtsübernahmen (Schatzmeisterwürden), Kurwürden oder Adelungen. Trat eine erwartete Wappenänderung ein, wurde gelegentlich auch das Oberwappen mit einem Helm samt entsprechender Zier erweitert.
Beim Warteschild von einem ledigen Schild oder Feld zu sprechen, wie es oft in der Vergangenheit üblich war, ist nicht heraldisch korrekt. Der ledige Schild ist ohne Wappenfiguren, aber mit Tingierung festgelegt, während beim Warteschild alles leer ist.